# Cadillac Series 314
Der Cadillac Series 314 ist ein von August 1925 bis Sommer 1927 gebautes Modell des US-amerikanischen Autoherstellers Cadillac mit V8-Motor.

## Modellgeschichte

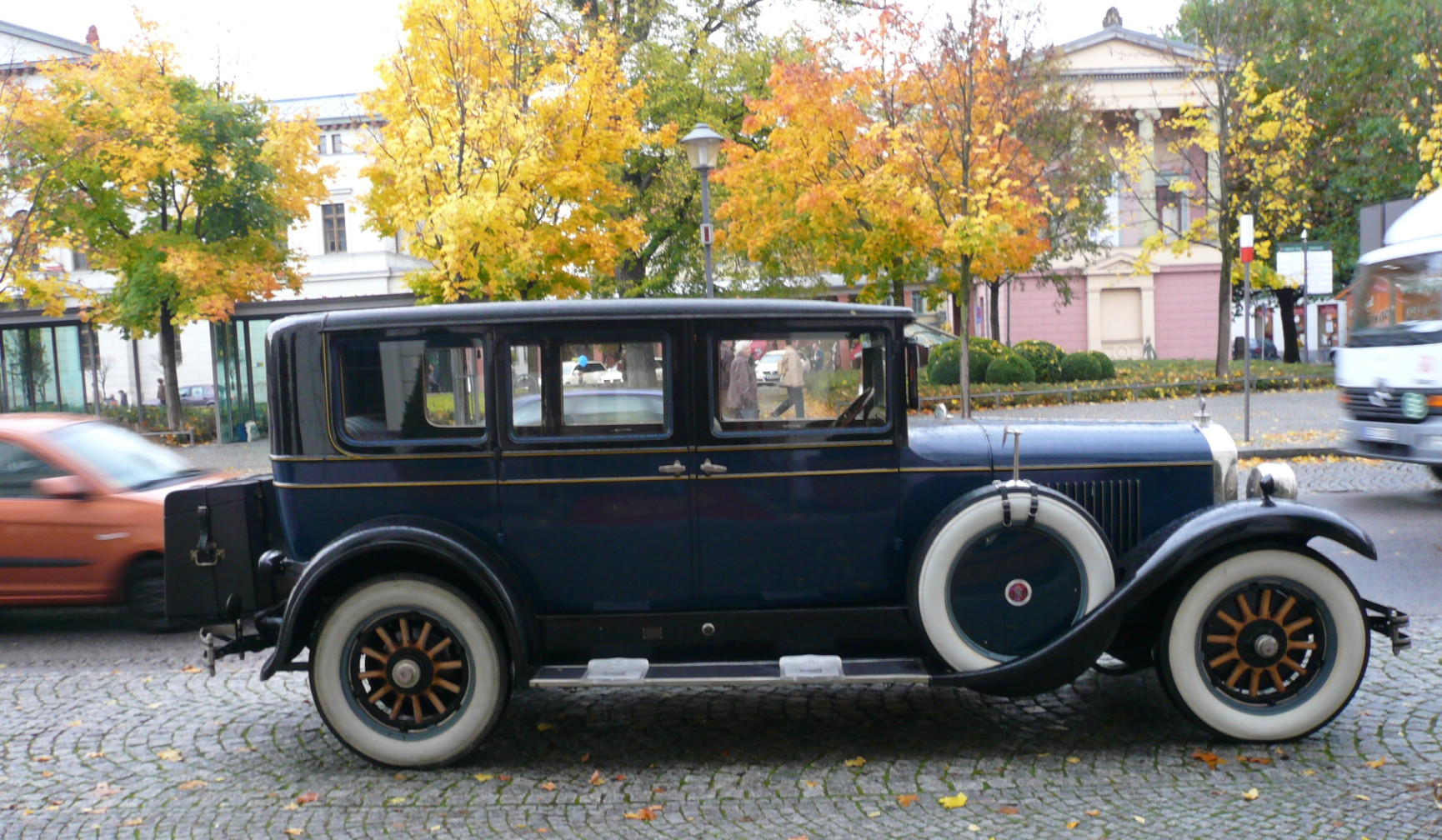
Cadillac 314 (1926)-Limousine, Seitenansicht

Im August 1925 präsentierte Cadillac als Nachfolger des V-63 den Series 314.
Technisch stellte der 314 eine verbesserte Version seines Vorgängers dar; geändert wurden die Federn an der Hinterachse, der Kühler, die Lenkung (im Frühjahr 1926), der Ventiltrieb (Entfall der Kipphebel) und der Antrieb des Generators (über Riemen statt über Kette).
Überarbeitet wurden ferner die Karosserien; sie erhielten längere, geschwungene vordere Kotflügel, grundsätzlich vorne angeschlagene Vordertüren, einen geänderten Kühlergrill und eine durchweg einteilige Windschutzscheibe.
In der Standard-Reihe (Radstand wie bisher 335,3 cm) wurden keine offenen Modelle mehr angeboten, sondern nur noch 6 verschiedene geschlossene Zwei- und Viertürer; die Custom-Reihe (Radstand 368,3 cm, Roadster 335,3 cm) umfasste ein knappes Dutzend verschiedener Varianten. Ferner standen erstmals seit 1919 wieder Sonderaufbauten auf extralangem Radstand von 381 cm im Angebot (Leichenwagen und Ambulanz, dazu eine gepanzerte, rund 3 Tonnen schwere Limousine).
Zum Modelljahr 1927 wurde das Angebot in der Standard-Reihe um ein zweiplätziges Sport Coupé und einen viertürigen Sport Sedan erweitert. Im Rahmen der Custom-Reihe wurden nicht mehr nur werkseigene Karosserien angeboten (deren Zahl sich nun auf 13 belief, nachdem unter anderem ein Dual Cowl Phaeton hinzugekommen war), sondern auch eine Vielzahl von zugelieferten Aufbauten namhafter Karossiers. Von Fleetwood nicht weniger als 15 verschiedene Karosserien in der Liste (ab $ 4775); in ähnlich hohen Preisregionen bewegten sich die drei von Brunn angebotenen Karosserien und das Town Cabriolet mit Willoughby-Karosserie.
Im September 1927 wurde der 314 durch den Series 341 abgelöst; bis dahin waren vom Series 314 insgesamt 50.619 Stück vom Band gelaufen. Das waren mehr 8-Zylindermodelle als Lincoln, Packard, Peerless und Stutz zusammen produzierten.
| Daten Cadillac Series 314 (1925–1927) | Daten Cadillac Series 314 (1925–1927) | Daten Cadillac Series 314 (1925–1927) | Daten Cadillac Series 314 (1925–1927) | Daten Cadillac Series 314 (1925–1927) | Daten Cadillac Series 314 (1925–1927) | Daten Cadillac Series 314 (1925–1927) | Daten Cadillac Series 314 (1925–1927) |
| Modell                                | Hubraum (cm³)                         | Leistung (PS)                         | Radstand (cm)                         | Länge (cm)                            | Leergewicht (kg)                      | Preis (US-$)                          | Stückzahl                             |
| ------------------------------------- | ------------------------------------- | ------------------------------------- | ------------------------------------- | ------------------------------------- | ------------------------------------- | ------------------------------------- | ------------------------------------- |
| 1925                                  | 5155                                  | 80                                    | 335,3–381                             | nicht bekannt                         | 1476–2091                             | 2995–4485                             | 50.619 (Summe)                        |
| 1926                                  | 5155                                  | 80                                    | 335,3–381                             | nicht bekannt                         | 1860–2091                             | 2995–5750                             | 50.619 (Summe)                        |

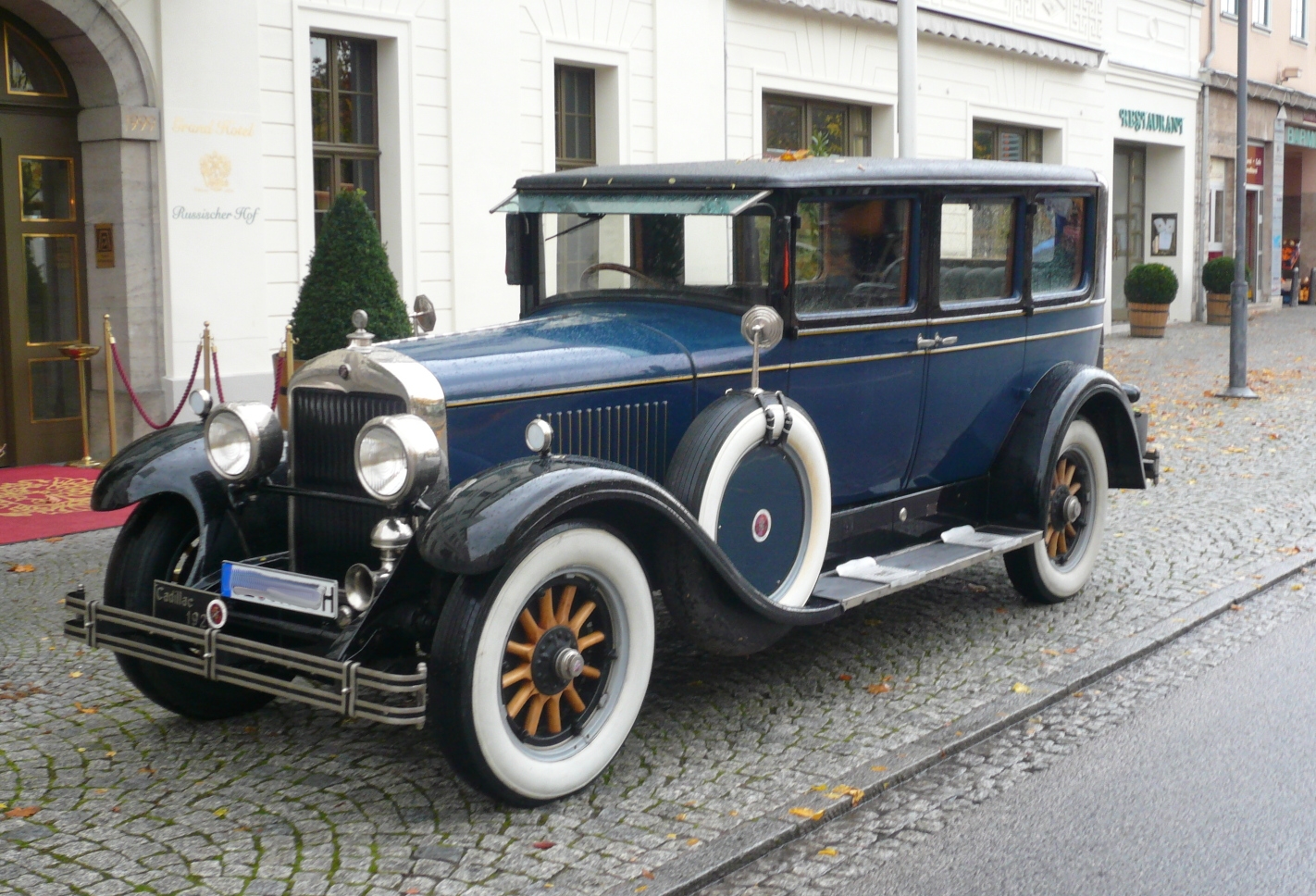
Cadillac 314 (1926)
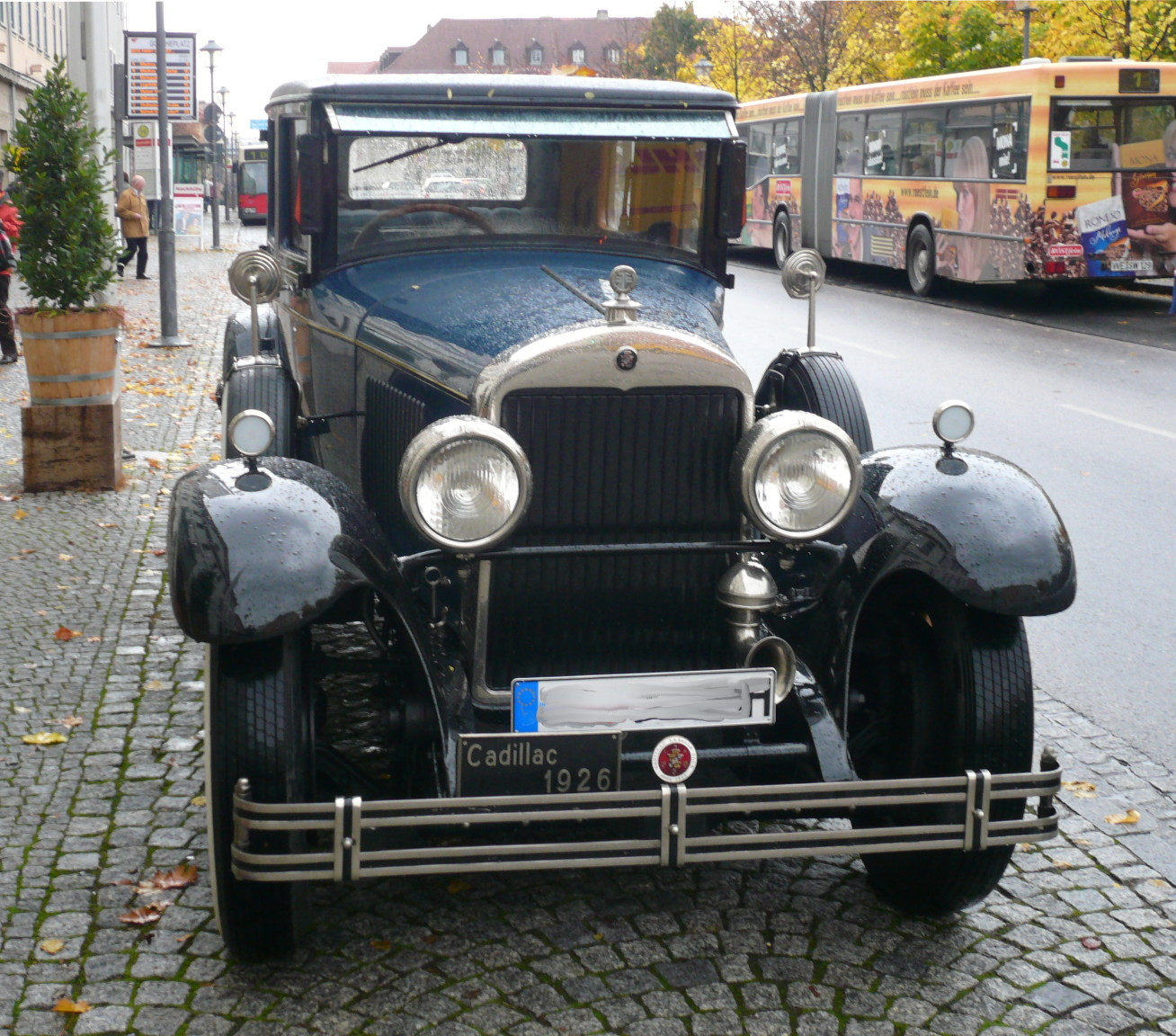
Cadillac 314 (1926)
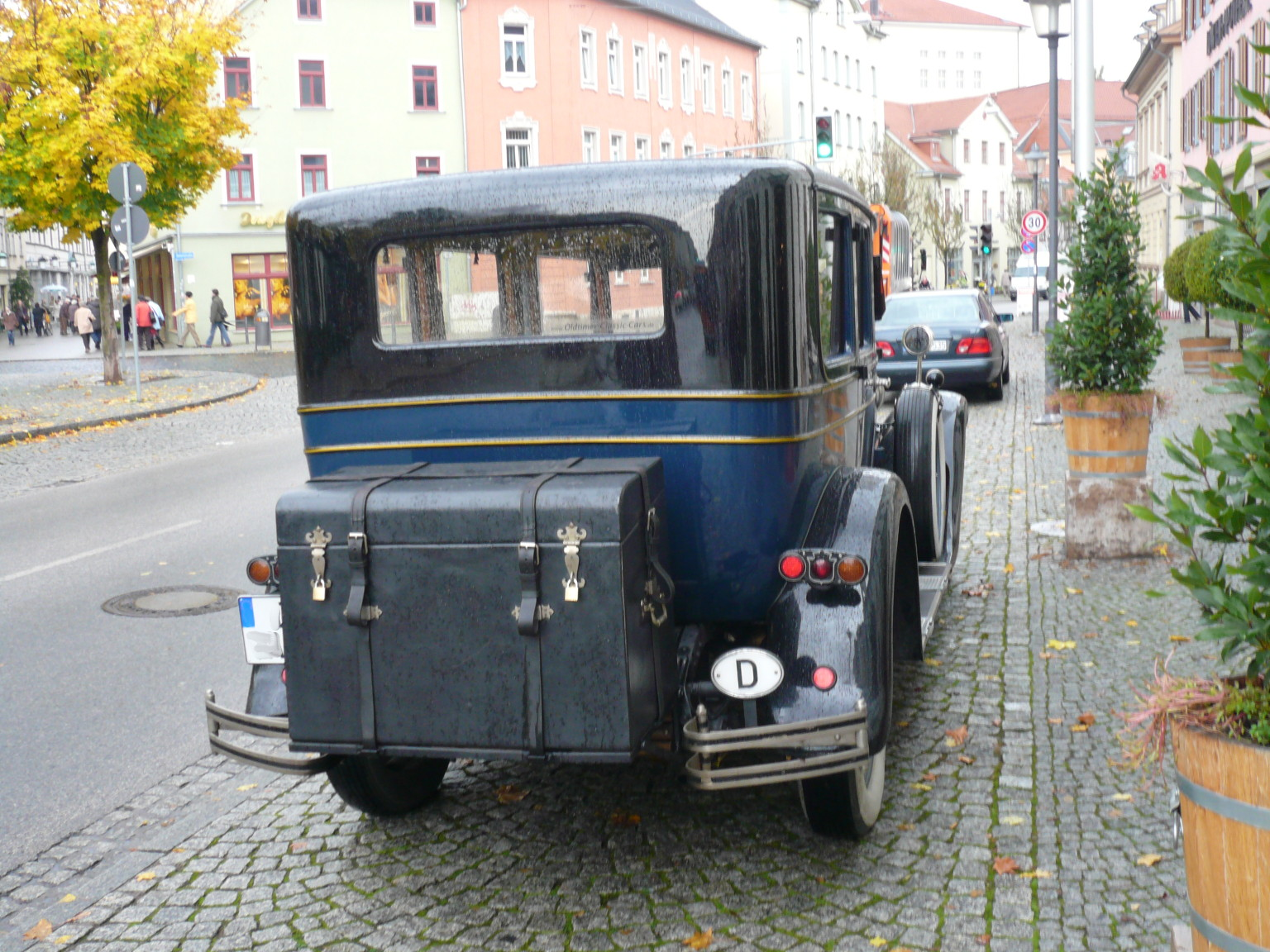
Cadillac 314 (1926)